# 5 Seconds Before a Witch Falls in Love
5 Seconds Before a Witch Falls in Love (яп. 魔女が恋する５秒前 Majo ga Koisuru 5-byōmae) — японская Юри манга написанная и проиллюстрированная Зенико Сумия. Публиковалась японским издательством Ichijinsha в журнале Comic Yuri Hime, как Ваншот-серия с октября 2018 года по май 2020 года. Позднее, был издан в 2020 году танкобоном. Лицензия на англоязычное издание выдана компанией Seven Seas Entertainment.

## Сюжет
Мэг — могущественная, но одинокая ведьма, а Лилит — охотница на ведьм. Они являются заклятыми врагами и часто вступают в конфликты в лесу. Однако всё меняется, когда Мэг с помощью заклинания превращает Лилит в кошку, одержав над ней верх. Снять заклятие возможно лишь при одном условии: Лилит должна поцеловать наложившую его ведьму. Оказавшись в этой непростой ситуации, две соперницы постепенно начинают переосмысливать свои отношения и испытываемые друг к другу чувства.

## Публикация
Манга написана и проиллюстрирована Зенико Сумия. Публиковалась японским издательством Ichijinsha в журнале Comic Yuri Hime, как Ваншот-серия с 19 октября 2018 года по 18 мая 2020 года. 29 октября 2020 года был издан танкобоном. .
Манга была лицензирована для издания на английском языке в Северной Америке компанией «Seven Seas Entertainment».
| № | Японский              | Японский               | Английский          | Английский             |
| № | Дата публикации       | ISBN                   | Дата публикации     | ISBN                   |
| - | --------------------- | ---------------------- | ------------------- | ---------------------- |
| 1 | 29 сентября 2020 года | ISBN 978-4-75802-160-9 | 1 февраля 2022 года | ISBN 978-1-64827-887-7 |

## Критика
Ребекка Сильверман для веб-сайта Anime News Network дала этой манге общий рейтинг «B». Отметив, что хотя последовательность представленных в книге ваншотов может сделать чтение несколько фрагментарным, сами истории остаются по-настоящему сильными. Сильверман подчеркнула: «Проще говоря, эта книга — восхитительна. В большинстве рассказов, вне зависимости от их героев, чувствуется подлинное очарование, но оно не затмевает сюжет до такой степени, чтобы тот превращался в приторную мешанину».
Манга 5 Seconds Before a Witch Falls in Love была представлена на веб-сайте BookWalker, как самая продаваемая манга 2022 года.